# Joachim Bergström (diplomat)
Per Joachim Bergström, född 27 januari 1972 i Överluleå församling, Norrbottens län, död 15 maj 2025 i Stockholms domkyrkodistrikt, var en svensk diplomat. Han var Sveriges ambassadör i Nordkorea (2019–2021) och Malaysia (2021–2024) samt tjänstgjorde vid de svenska ambassaderna i Tokyo, Riyadh och Washington. Bergström var utbildad psykolog vid Lunds universitet och framlade 2012 en doktorsavhandling vid Tokyos universitet.

## Bakgrund

### Utbildning
Bergström utbildade sig till psykolog vid Lunds universitet och tog examen år 2001 med examensarbetet Me and My Nation: National Identity, Group Narcissism, and Historical Discourses in the Wake of Crisis in Japan. År 2012 avlade han doktorsexamen i informatik och historia vid Tokyos universitet med en doktorsavhandling där han disputerade om de koreanska och andra så kallade tröstekvinnor som förslavades av Japan under andra världskriget.

### Tidig karriär
I början av 20-årsåldern inledde Joachim Bergström sin yrkeskarriär som kulturreporter i Japan, med inriktning på europeisk film och litteratur. Detta ledde till vidare arbete inom journalistik och professionellt skrivande. Efter återkomsten till Sverige påbörjade han universitetsstudier i psykologi, litteratur, film, historia och japanska. Parallellt arbetade han med journalistik, bland annat för Sveriges Radio, vilket senare ledde till arbete som frilansjournalist.
För sin forskarutbildning återvände Bergström till Japan, där han arbetade för japansk radio och olika publikationer samtidigt som han skrev en doktorsavhandling i historia vid Tokyos universitet. Under denna period erbjöds han en tjänst som chef för press- och kulturavdelningen vid Sveriges ambassad i Tokyo, en följd av hans kunskaper i japanska och erfarenhet av journalistik. Uppdraget sågs inledningsvis som tillfälligt, men blev starten på en diplomatisk karriär.

## Diplomatisk karriär
Bergström tjänstgjorde vid ambassaderna i Tokyo, Riyadh och Washington samt arbetade på UD:s Mellanöstern- och Nordafrikaenhet som särskilt sändebud till Islamiska konferensorganisationen, Organization of Islamic Cooperation (OIC) samt för interkulturell och interreligiös dialog.

### Ambassadör i Nordkorea
Den 18 juli 2019 utsågs Bergström till Sveriges ambassadör i Nordkorea vid ambassaden i Pyongyang och tillträde de facto befattningen den 1 september samma år. Den 12 december 2019 överlämnade han sina kreditivbrev till Choe Ryong-hae, ordförande för Presidiet i Högsta folkförsamlingen, i Mansudae-församlingens byggnad och tillträdde då formellt som ambassadör. Under sin tid som ambassadör i Nordkorea var Bergström en av få närvarande vid kvalmatchen till världsmästerskapet i fotboll 2022 mellan Nordkorea och Sydkorea 2019 i Pyongyang. Under covid-19-pandemin var han en av få utlänningar som var bosatta i landet, då de flesta utländska delegationer lämnat landet till följd av dess restriktiva regler kring smittbekämpning. År 2021 avslutades hans tjänst som ambassadör i Nordkorea.

### Ambassadör i Malaysia
Den 10 juni 2021 utsågs Bergström till Sveriges ambassadör i Malaysia vid ambassaden i Kuala Lumpur. I början av 2023 ledde koranbränningar i Danmark och Sverige till starka reaktioner och protester i flera muslimska länder, däribland Malaysia, där islam är statsreligion. Bergström navigerade i ett klimat där han fördömde handlingarna samtidigt som han behövde förklara hur det svenska rättssystemet fungerar och understryka att det som är lagligt inte alltid är lämpligt, men att Sveriges statsminister och regering tydligt fördömde dessa aktioner. Bergströms tidigare uppdrag som särskilt sändebud till Islamiska konferensorganisationen gav honom erfarenheter för att hantera denna konflikt. År 2024 avslutades hans tjänst som ambassadör i landet.

## Privatliv
Bergström växte delvis upp i Syrien och Israel. Han talade japanska till följd av sina studier och tid som bosatt i Japan.